# Anthene minor
Anthene minor är en fjärilsart som beskrevs av Van Eecke 1918. Anthene minor ingår i släktet Anthene och familjen juvelvingar. Inga underarter finns listade i Catalogue of Life.